# Avitta ionomesa
Avitta ionomesa là một loài bướm đêm trong họ Noctuidae.